# Аминостигмин
Аминостигмин (лат. Aminostigminum) — по структуре и действию близок к физостигмину. Является обратимым ингибитором холинэстеразы. Входит в состав антидота П-10М.
Хорошо всасывается при разных способах введения, проникает через гематоэнцефалический барьер.
Применяют у взрослых для лечения отравлений м-холинолитическими средствами, в том числе растениями, содержащими атропиноподобные алкалоиды.
Вводят внутримышечно и внутривенно.

## Форма выпуска
Форма выпуска: 0,1 % раствор в ампулах по 1 мл (прозрачная бесцветная жидкость).

## Хранение
Хранение: список А. В защищённом от света месте.